# 温内镇
温内镇（俄语：Посёлок Винный）是俄罗斯联邦阿斯特拉罕州沃洛达尔斯基区所属的一个镇。其下辖有1个居民点，行政中心为温内。据2015年统计，该镇的人口为764人。